# Fringilla
Fringilla is een geslacht van zangvogels uit de vinkachtigen (Fringillidae).

## Taxonomie
De acht verschillende soort uit dit geslacht zijn ongeveer even groot (14 tot 18 cm lang) en verschillen onderling weinig van elkaar. Lange tijd werden daarom alleen de keep en de blauwe vink als aparte soorten beschouwd. Echter, volgens in 2021 gepubliceerd onderzoek zijn er op grond van moleculair genetisch onderzoek wel degelijk grote verschillen tussen de soorten die op diverse eilanden voorkomen.

## Kenmerken
De diverse soorten zijn vooral vogels van natuurlijk en aangeplant bos. Er zijn endemische soorten op eilanden in de Atlantische Oceaan en de keep is een broedvogel van de taiga en de zuidelijk gelegen toendra's van Eurazië.
Deze soorten zijn geen uitgesproken specialisten, want zowel zaadeters als insecteneters. In tegenstelling tot andere soorten vinkachtigen voeren zij hun jongen met insecten.

## Soorten
De volgende soorten zijn bij het geslacht ingedeeld:
- Fringilla canariensis  – Canarische vink
- Fringilla coelebs  – Vink
- Fringilla maderensis  – Madeiravink
- Fringilla montifringilla  – Keep
- Fringilla moreletti  – Azorenvink
- Fringilla polatzeki  – Gran-Canarische blauwe vink
- Fringilla spodiogenys  – Afrikaanse vink
- Fringilla teydea  – Blauwe vink